# Logika CTL

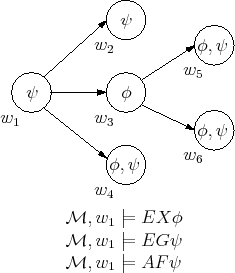
Przykład modelu logiki CTL

Logika CTL – jedna z logik temporalnych. Jest oparta na liniowej strukturze czasu.

## Język
- taki sam, jak w logice CTL*

## Formuły
- w porównaniu do logiki CTL*, każdy operator temopralny musi być poprzedzony przez operator ścieżkowy ({\displaystyle A} bądź {\displaystyle E}):
  - formuła poprawna zarówno w CTL*, jak i w CTL: {\displaystyle AFAG\alpha \Rightarrow EFEG\beta }
  - formuła poprawna w CTL*, ale niepoprawna w CTL: {\displaystyle AFG\alpha \Rightarrow EFG\beta }
- każda taka para operatorów: {\displaystyle (AX,EX,AF,EF,AG,EG,AU,EU,AR,ER)} tworzy operator logiki CTL.
- operatory {\displaystyle AU,EU,AX,EX} są podstawowe, a z nich można wyprowadzić pozostałe:

{\displaystyle AF\alpha \equiv A(\top U\alpha )}
{\displaystyle EF\alpha \equiv E(\top U\alpha )}
{\displaystyle AG\alpha \equiv A(\alpha U\bot )}
{\displaystyle EG\alpha \equiv E(\alpha U\bot )}
{\displaystyle A(\alpha R\beta )\equiv A(\neg (\neg \alpha U\neg \beta ))}
{\displaystyle E(\alpha R\beta )\equiv E(\neg (\neg \alpha U\neg \beta ))}

## Prawdziwość formuł
- oznaczenia:

{\displaystyle (M,s_{i})\models \alpha } – formuła {\displaystyle \alpha } jest prawdziwa w strukturze {\displaystyle M} w stanie {\displaystyle s_{i}}
- warunki prawdziwości podstawowych formuł:

{\displaystyle (M,s_{i})\models p\Leftrightarrow p\in L(s_{i})}
{\displaystyle (M,s_{i})\models \alpha _{1}\wedge \alpha _{2}\Leftrightarrow (M,s_{i})\models \alpha _{1}\wedge (M,s_{i})\models \alpha _{2}}
{\displaystyle (M,s_{i})\models \neg \alpha \Leftrightarrow \neg (M,s_{i})\models \alpha }
{\displaystyle (M,s_{i})\models A(\alpha _{1}U\alpha _{2})\Leftrightarrow \forall x_{i}\ \exists (k\geqslant i):(s_{k}\models \alpha _{2}\wedge \forall j:(i\leqslant j<k)(s_{j}\models \alpha _{1})}
{\displaystyle (M,s_{i})\models E(\alpha _{1}U\alpha _{2})\Leftrightarrow \exists x_{i}\ \exists (k\geqslant i):(s_{k}\models \alpha _{2}\wedge \forall j:(i\leqslant j<k)(s_{j}\models \alpha _{1})}
{\displaystyle (M,s_{i})\models AX\alpha \Leftrightarrow \forall x_{i}\ (M,s_{i+1})\models \alpha }
{\displaystyle (M,s_{i})\models EX\alpha \Leftrightarrow \exists x_{i}\ (M,s_{i+1})\models \alpha }